# Costifrons flammator
Costifrons flammator är en stekelart som beskrevs av Aubert och Shaumar 1978. Costifrons flammator ingår i släktet Costifrons och familjen brokparasitsteklar. Inga underarter finns listade i Catalogue of Life.